# Edwin Valero
Edwin Valero (Mérida, 3 december 1981 – Valencia, 19 april 2010) was een Venezolaans bokser. Hij vocht als prof tussen 2002 en 2010. Hij won titels in 2 gewichtsklassen. Hij is de voormalig WBA Supervedergewicht titelhouder en WBC Lichtgewicht titelhouder. Hij pleegde zelfmoord op 19 april 2010 nadat hij zijn vrouw had vermoord.

## Amateurcarrière
Valero begon met boksen op 12-jarige leeftijd. Hij werd driemaal Venezolaans kampioen bij de amateurs. In 2001 wilde hij overstappen naar de profs, hij raakte echter zwaar gewond door een motorongeval waarbij hij geen helm droeg. Er werd een bloedprop uit zijn hersenen verwijderd en Valero miste hierdoor meer dan een jaar uit zijn carrière.

## Profcarrière
Edwin Valero maakte op 9 juli 2002 zijn profdebuut. Hierin versloeg hij zijn landgenoot Eduardo Hernandez op TKO in de eerste ronde. Valero won zijn eerste 18 gevechten alle in de eerste ronde, een prestatie die hem destijds een wereldrecord opleverde. Op 25 februari 2006 won hij zijn eerste titel, de WBA Fedelatin supervedergewicht titel door Whyber Garcia te verslaan op TKO in de eerste ronde. Op 5 augustus 2006 kreeg hij zijn eerste kans op een wereldtitel. Hij vocht tegen Vicente Mosquera uit Panama voor de WBA Supervedergewicht titel. Hij moest in de derde ronde zijn eerste knock-down als prof incasseren, maar won uiteindelijk op TKO in de tiende ronde. Hij zou de titel viermaal met succes verdedigen. Hij stapte over naar het lichtgewicht en won op 4 april 2009 de WBC Lichtgewicht titel door Antonio Pitalua te verslaan op TKO in de tweede ronde. In zijn laatste gevecht op 6 februari 2010 won hij van de Mexicaan Antonio DeMarco die opgaf na de negende ronde.

## Tragisch einde
Na zijn gevecht tegen deMarco besloot Valero over te stappen naar het Lichtweltergewicht. Hij wordt uitgedaagd door Manny Pacquiao. In maart 2010 werd Edwin Valero's vrouw Jennifer met meerdere verwondingen opgenomen in het ziekenhuis, het vermoedelijke gevolg van mishandeling. Edwin Valero werd in het ziekenhuis opgepakt door agenten, omdat hij het ziekenhuispersoneel lastigviel. Hij testte positief op drugs en alcohol en wordt verplicht naar een afkickkliniek gestuurd. Op 18 april 2010 werd Edwin Valero's vrouw dood gevonden in een hotel in Valencia met meerdere steekwonden. Edwin Valero werd opgepakt als verdachte. De volgende ochtend wordt hij gevonden door een celgenoot, omdat hij zichzelf had opgehangen aan zijn broek. Hij stierf op 28-jarige leeftijd.